# كيليفي
كيليفي (باللغة السواحيلية: Kilifi) هي بلدة ساحلية كينية، تبعد 56 كم (35 ميل) شمال شرق مومباسا. يقسم البلدة جدول كيليفي، وتنتشر مساحة البلدة على ضِفتيه. كيليفي هي عاصمة مقاطعة كيليفي ويبلغ عدد سكانها 122,899 نسمة حسب تعداد سنة 2009.
تشتهر كيليفي بشواطئها الرملية وأطلال مناراني القديمة، كما وتنتشر فيها المساجد والمقابر التي يعود تاريخها إلى القرن الرابع عشر إلى القرن السابع عشر.

## الجغرافيا والمناخ
تقع بلدة كيليفي على جانبي جدول كيليفي، ويربط جسر كيليفي ضفتي الجدول. ويحتوي الضفة الجنوبية على أطلال مناراني وشاطئ شاوري مويو بينما الجانب الشمالي هو الجزء الرئيسي من البلدة وفيها شاطئ بوفا.
الطقس دافئ عمومًا على مدار العام (أكثر من 25 درجة مئوية)، مع موسمين من الأمطار المعتدلة (حوالي 800-1000 ملم). تبدأ فترات الأمطار الطويلة تقريبًا بين شهري مارس ويوليو، بينما تبدأ فترات الأمطار القصيرة بين شهري أكتوبر وديسمبر.
التضاريس بشكل عام مسطحة مع تربة رملية طينية، وتنتشر الأشجار بشكر كبير في البلدة، وخاصة أشجار جوز الهند والكاجو وأشجار النيم الهندي والأنبج. أما الأعراق الأخرى فتنحدر من العرب سواحيليون، والباراوا، والباجونيين، والصوماليين، بالإضافة إلى مجموعات أخرى من الداخل. وهناك عدد قليل من الهنود والأوروبيين، معظمهم بريطانيون وألمان وإيطاليون.

## السكان
تحوي كيليفي تنوعًا كبيرًا بسكانها من عرقيات مختلفة. غالبية السكان (حوالي 80%) ينتمون إلى قبائل ميجيكيندا (وخاصة جيرياما وتشونيي).

## الاقتصاد
يرتكز اقتصاد سكان كيليفي منذ القدم على صيد السمك. ومع مرور الوقت تحوّلت المدينة تدريجيًا من قرية صيد إلى مركز مهم في الصناعة والخدمات.
كان نمو المدينة مدفوعًا بشكل أساسي بمصنع طحن الكاجو بين عامي (1976-1990)؛ وكانت المنطقة منتجة للكاجو منذ عام 1930. وكادت المدينة أن تتحول لمدينة أشباح عندما أغلق المصنع في عام 1990 بسبب انخفاض إمدادات المكسرات وسوء إدارة المصنع وزيادة المنافسة العالمية. ومن الأنشطة الصناعية الأخرى زراعة السيزال في مزارع كيليفي.
منذ عام 2008 ومع تحويل معهد كيليفي للزراعة إلى جامعة بواني، شهد قطاع الخدمات توسعًا كبيرًا. وشهد النشاط المصرفي نموًا ملحوظًا مع وجود حوالي سبعة بنوك (كي سي بي، وباركليز، وبوست بنك، وإمبريال، وإكويتي، وكوبرتيفال، ودايموند تراست بنك، ومؤخرًا البنك الوطني)، بالإضافة إلى مؤسسات التمويل الأصغر. ولطالما كانت تجارة التجزئة والفنادق من الأنشطة الاقتصادية المهمة.